# Universidade do Maine
A Universidade do Maine é uma universidade dos Estados Unidos criada em 1865 e sediada próximo de Bangor, uma das maiores cidades do estado do Maine. Conhecida como UMaine, é frequentada por cerca de 11 000 alunos, o que a torna a maior universidade do estado do Maine. 